# Saturn-Apollo 9
Saturn-Apollo 9 (A-103) – lot z makietą statku Apollo (tzw. boilerplate), która nosiła oznaczenie Apollo BP-16. Pierwszy lot programu Apollo o charakterze operacyjnym – na orbicie umieszczono satelitę Pegasus 1, który był transportowany w makiecie modułu serwisowego statku.

## Cele misji
źródło
1. Test działania satelity Pegasus.
2. Ocena ilości mikrometeoroidów na niskiej orbicie okołoziemskiej.
3. Test termicznej powłoki ochronnej drugiego stopnia rakiety, IU (Instrument Unit) i łącznika modułu serwisowego (SMA).
4. Test bezodrzutowego systemu usuwania odparowanego wodoru ze zbiornika drugiego stopnia rakiety.
5. Test separacji makiety statku Apollo od drugiego stopnia rakiety (S-IV/IU/SMA).
6. Test zmodernizowanego IU.
7. Test systemu kontroli drugiego stopnia rakiety i jego silników.
8. Test separacji S-I od S-IV.
9. Test procedury odrzucenia systemu ratunkowego (LES).
10. Test systemu kontroli pierwszego stopnia rakiety i jego silników.
11. Ocena wpływu warunków startu na ładunek użyteczny rakiety.

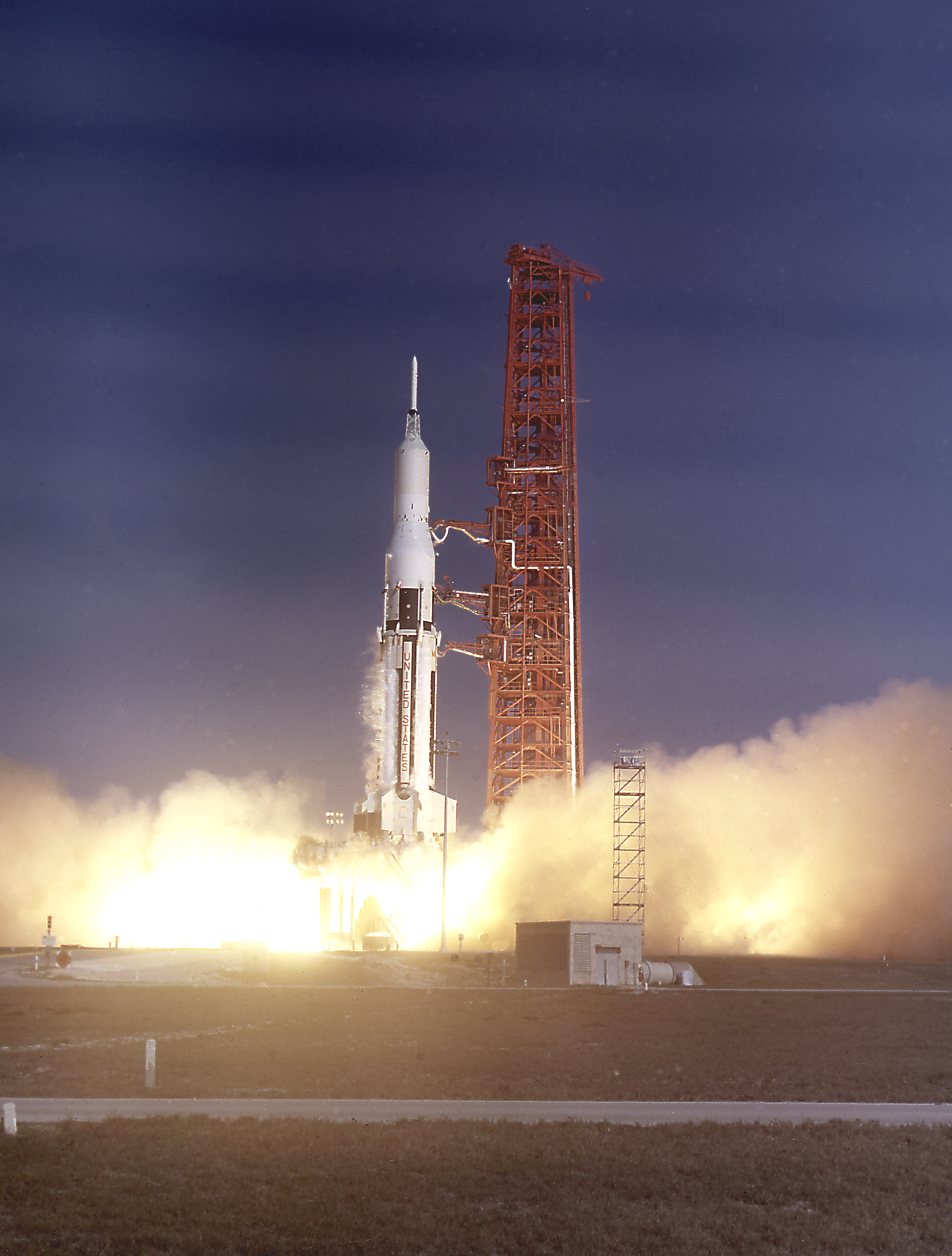
Start misji Saturn-Apollo 9

## Przebieg misji
Saturn SA-9, czwarta rakieta wersji Block II i jednocześnie pierwsza, która znalazła się na wyrzutni po zakończeniu fazy testów wystartowała o 14:37 UTC, 16 lutego 1965 roku. Był to pierwszy z trzech lotów, których celem było umieszczenie na orbicie kolejnych satelitów Pegasus. Misja zakończyła się sukcesem. Satelita Pegasus 1 został umieszczony na orbicie bez problemów. Po 631,66 sekundach lotu drugi stopień rakiety, IU i makieta statku Apollo zaczęły okrążać Ziemię.
Makieta Apollo BP-16 pozostawała na orbicie przez ponad 20 lat, spłonęła podczas ponownego wejścia w atmosferę 10 lipca 1985.

### Pegasus 1
Po umieszczeniu na orbicie, rozłożenie skrzydeł satelity, które służyły jako detektory mikrometeoroidów odbyło się sprawnie. Wkrótce jednak Pegasus 1 zaczął się obracać w tempie 9,8 stopni na sekundę. Było to spowodowane kolizją strugi tlenu wypuszczanego ze zbiornika drugiego stopnia rakiety ze skrzydłami satelity.

## Podsumowanie
SA-9 był czwartym startem ze stanowiska nr 37B w Eastern Test Range (ETR) na Przylądku Kennedy’ego na Florydzie. Był to trzeci lot kombinacji Saturn/Apollo. Był to również czwarty lot z wykorzystaniem silników H-1. Silniki drugiego stopnia RL-10A3 też zostały zastosowane po raz czwarty. W locie SA-9 po raz pierwszy wykorzystano seryjnie produkowany IU. Ta wersja IU wymagała kontroli środowiskowej (temperatury, wilgotności) w czasie przygotowań przedstartowych, ale nie potrzebowała systemu środowiskowej kontroli środowiskowej w czasie lotu. Systemy elektryczne rakiety działały prawidłowo. Niezawodność układu diagnostycznego wyniosła 98,9%. Podczas misji nie udało się wykonać jedynie 16 spośród 1244 pomiarów.
Tłumienie strumienia gazów odrzutowych z silników rakiety było znacznie słabsze niż podczas lotu SA-7, efektywność silników hamujących okazała się wyższa, ze względu na większą wysokość separacji pierwszego stopnia rakiety.